# 阮惟𤫙
阮惟𤫙（越南语：／，1863年—1904年），《大南實錄》作阮維𤫉，越南阮朝舉人、官員，太子太保勤政殿大學士永忠子阮仲合之子。

## 生平
阮惟𤫙是阮朝大臣阮仲合之子，生於嗣德十六年（1863年）。
成泰三年（1891年），阮惟𤫙在河南場考中辛卯科舉人。
1904年，阮惟𤫙病逝，享年41歲。

## 家庭
阮惟𤫙的妻子高玉英（本名高氏和）爲大臣高春育之女，是越南著名的女詩人。
- 子阮士彀，維新四年庚戌科進士